# Hikari no Hate ni
"Hikari no Hate ni" (光の果てに, lit. "No fim da Luz") é o sexto single do grupo ídolo pop japonês Fairies, que foi lançado em 24 de julho de 2013. Foi a primeira música da banda a ser usada na primeira abertura do anime Jewelpet Happiness criado entre o Studio Comet, Sanrio e Sega Sammy Holdings.

## História
A canção "Hikari no Hate ni" foi anunciada pela primeira vez na Sanrio Puroland. Ito Momoka, uma das integrantes disse: "Sinto-me honrada por poder me apresentar na Sanrio Puroland, onde sempre visitei muitas vezes." Em relação ao tema, ela disse, "Nossa canção está apenas começando como o anime, e a coreografia para a música é fofa e as pessoas podem imitar!"
Um vídeo curto sobre a coreografia da música foi lançado mais tarde, oficialmente no YouTube em 5 de abril de 2013. Em 5 de maio, o single teve a data de lançamento confirmada.
Em 6 de junho de 2013, uma prévia do vídeo foi mostrada no canal oficial do grupo no YouTube junto com outras cenas. Segundo os produtores, o PV foi filmado em um grande palco de projeção em 3D.

## Lista de faixas

### CD+DVD e Edições do CD
Todas as músicas compostas por Tetsuro Oda.
| CD  |                                                                |        |         |  |
| N.º | Título                                                         | Letras | Duração |  |
| 1.  | "Hikari no Hate ni" (光の果てに)                               |        | 3:36    |  |
| 2.  | "Yell" (エール)                                                |        | 3:05    |  |
| 3.  | "Hikari no Hate ni (Instrumental)" (光の果てに (Instrumental)) |        | 3:36    |  |
| 4.  | "Yell (Instrumental)" (エール (Instrumental))                  |        | 3:03    |  |

| CD+DVD (Edição de DVD) |                                                             |         |  |
| N.º                    | Título                                                      | Duração |  |
| 1.                     | "Hikari no Hate ni (Videoclipe)" (光の果てに (MUSIC VIDEO)) |         |  |
| 2.                     | "Vídeo Bónus" (特典映像)                                    |         |  |

### Edição Picture Label (Mumo Shop / Vision Factory Official Shop Edição Limitada)
O CD edição picture label vem em 7 versões diferentes, (cada uma com vem uma imagem de uma integrante). A versão é escolhida aleatoriamente para que o comprador não saiba qual integrante está recebendo.
| CD  |                                  |         |  |
| N.º | Título                           | Duração |  |
| 1.  | "Hikari no Hate ni" (光の果てに) |         |  |
| 2.  | "Yell" (エール)                  |         |  |

## Posições
| 2013                        | Posição |
| --------------------------- | ------- |
| Oricon Weekly Singles Chart | 6       |